# آبانوکوئیل
آبانوکوئیل (انگلیسی: Abanoquil) یک آنتاگونیست گیرنده α1-آدرنرژیک است.